# مورلاي سيلا
مورلاي سيلا (من مواليد 23 يوليو 1998) هو لاعب كرة قدم غيني يلعب كلاعب وسط لفريق هورويا والمنتخب الغيني.